# Lista comunelor din Burgenland
| - Andau - Antau - Apetlon | - Bad Sauerbrunn - Sauerbrunn - Bad Tatzmannsdorf - Jormannsdorf - Sulzriegel - Badersdorf - Baumgarten - Bernstein im Burgenland - Dreihütten - Redlschlag - Rettenbach (Gemeinde Bernstein) - Stuben (Gemeinde Bernstein) - Bildein - Oberbildein - Unterbildein - Bocksdorf - Breitenbrunn - Bruckneudorf - Kaisersteinbruch - Burgauberg-Neudauberg - Burgauberg - Neudauberg | - Deutsch Jahrndorf - Deutsch Kaltenbrunn - Rohrbrunn - Deutsch Schützen-Eisenberg - Deutsch Schützen - Edlitz (Gemeinde Deutsch Schützen-Eisenberg) - Eisenberg an der Pinka - Höll (Gemeinde Deutsch Schützen-Eisenberg) - St. Kathrein im Burgenland - Deutschkreutz - Girm - Donnerskirchen - Draßburg - Draßmarkt - Karl - Oberrabnitz |
| - Eberau - Gaas - Kroatisch Ehrensdorf - Kulm - Winten - Edelstal - Eisenstadt - Oberberg-Eisenstadt - Unterberg-Eisenstadt - Kleinhöflein im Burgenland - St. Georgen am Leithagebirge - Eltendorf - Eltendorf - Zahling | - Forchtenstein - Forchtenau - Neustift an der Rosalia - Frankenau-Unterpullendorf - Frankenau - Großmutschen (Gemeinde Frankenau-Unterpullendorf) - Kleinmutschen (Gemeinde Frankenau-Unterpullendorf) - Unterpullendorf (Gemeinde Frankenau-Unterpullendorf) - Frauenkirchen | - Gattendorf - Gerersdorf-Sulz - Gerersdorf bei Güssing - Rehgraben - Sulz im Burgenland - Gols - Grafenschachen - Kroisegg - Großhöflein - Großmürbisch - Großpetersdorf - Kleinpetersdorf - Kleinzicken - Miedlingsdorf - Welgersdorf - Großwarasdorf/Veliki Borištof - Kleinwarasdorf - Nebersdorf - Güssing - Glasing - Krottendorf bei Güssing - St. Nikolaus - Steingraben - Urbersdorf - Güttenbach |
| - Hackerberg - Halbturn - Hannersdorf - Burg (Gemeinde Hannersdorf) - Woppendorf - Heiligenbrunn - Deutsch Bieling - Hagensdorf im Burgenland - Luising - Reinersdorf - Heiligenkreuz im Lafnitztal - Poppendorf im Burgenland - Heugraben - Hirm - Horitschon - Unterpetersdorf - Hornstein                                                            | - Illmitz - Inzenhof | - Jabing - Jennersdorf - Grieselstein - Henndorf im Burgenland - Rax (Gemeinde Jennersdorf) - Jois |
| - Kaisersdorf - Kemeten - Kittsee - Kleinmürbisch - Kleinwarasdorf - Klingenbach - Kobersdorf - Lindgraben - Oberpetersdorf - Kohfidisch - Harmisch - Kirchfidisch - Königsdorf - Krensdorf - Kukmirn - Eisenhüttl - Limbach (Gemeinde Kukmirn) - Neusiedl bei Güssing                                                                                  | - Lackenbach - Lackendorf - Leithaprodersdorf - Litzelsdorf - Lockenhaus - Glashütten bei Langeck - Hammerteich - Hochstraß (Gemeinde Lockenhaus) - Langeck - Loipersbach im Burgenland - Loipersbach - Loipersdorf-Kitzladen - Kitzladen - Loipersdorf im Burgenland - Loretto - Lutzmannsburg - Strebersdorf (Gemeinde Lutzmannsburg) | - Mannersdorf an der Rabnitz - Klostermarienberg - Rattersdorf-Liebing - Unterloisdorf - Mariasdorf - Bergwerk (Gemeinde Mariasdorf) - Grodnau - Neustift bei Schlaining - Tauchen (Gemeinde Mariasdorf) - Markt Allhau - Buchschachen - Allhau Markt - Markt Neuhodis - Althodis - Neuhodis Markt - Markt St. Martin - Landsee - Neudorf bei Landsee - St. Martin - Marz - Mattersburg - Walbersdorf - Minihof-Liebau - Tauka - Windisch Minihof - Mischendorf - Großbachselten - Kleinbachselten - Kotezicken - Neuhaus in der Wart - Rohrbach an der Teich - Mogersdorf - Deutsch Minihof - Wallendorf (Gemeinde Mogersdorf) - Mönchhof - Mörbisch am See - Moschendorf - Mühlgraben - Müllendorf |
| - Neckenmarkt - Haschendorf - Neuberg im Burgenland - Neuberg - Neudorf - Neudorf bei Parndorf - Neudörfl - Neufeld an der Leitha - Neuhaus am Klausenbach - Bonisdorf - Kalch - Krottendorf bei Neuhaus - Neusiedl am See - Neustift an der Lafnitz - Neustift bei Güssing - Neutal - Nickelsdorf - Nikitsch - Kroatisch Geresdorf - Kroatisch Minihof | - Oberdorf im Burgenland - Oberdorf - Oberloisdorf - Oberpullendorf - Mitterpullendorf - Oberschützen - Aschau - Schmiedrait - Unterschützen - Willersdorf (Gemeinde Oberschützen) - Oberwart - St. Martin in der Wart - Oggau am Neusiedler See - Olbendorf - Ollersdorf im Burgenland - Ollersdorf - Oslip/Uzlop | - Pama - Pamhagen - Parndorf - Pilgersdorf - Bubendorf (Gemeinde Pilgersdorf) - Deutsch Gerisdorf - Kogl (Gemeinde Pilgersdorf) - Lebenbrunn - Salmannsdorf - Steinbach (Gemeinde Pilgersdorf) - Pinkafeld - Hochart - Piringsdorf - Podersdorf am See - Pöttelsdorf - Pöttsching - Potzneusiedl - Purbach am Neusiedler See |
| - Raiding - Rauchwart - Rechnitz - Riedlingsdorf - Ritzing - Rohr im Burgenland - Rohrbach bei Mattersburg - Rotenturm an der Pinka - Siget in der Wart - Spitzzicken - Rudersdorf - Dobersdorf - Rust | - Sankt Andrä am Zicksee - Sankt Andrä - Sankt Margarethen im Burgenland - St. Margarethen - Sankt Martin an der Raab - Doiber - Gritsch - Neumarkt an der Raab - Oberdrosen - Welten - Sankt Michael im Burgenland - Gamischdorf - Schallendorf im Burgenland - Schachendorf - Dürnbach (Gemeinde Schachendorf) - Schandorf - Schattendorf - Schützen am Gebirge - Siegendorf - Sieggraben - Sigleß - Stadtschlaining - Altschlaining - Drumling - Goberling - Neumarkt im Tauchental - Stegersbach - Steinberg-Dörfl - Dörfl (Gemeinde Steinberg-Dörfl) - Steinberg - Steinbrunn - Stinatz/Štinjaki - Stoob - Stotzing - Strem - Deutsch Ehrensdorf - Steinfurt (Gemeinde Strem) - Sumetendorf | - Tadten - Tobaj - Deutsch Tschantschendorf - Hasendorf im Burgenland - Kroatisch Tschantschendorf - Punitz - Tudersdorf - Trausdorf an der Wulka/Trajštof - Tschanigraben |
| - Unterfrauenhaid - Unterkohlstätten - Glashütten bei Schlaining - Günseck - Holzschlag - Oberkohlstätten - Unterrabnitz-Schwendgraben - Schwendgraben - Unterrabnitz - Unterwart - Eisenzicken | - Wallern im Burgenland - Weichselbaum - Kroboteck - Rosendorf (Gemeinde Weichselbaum) - Weiden am See - Weiden bei Rechnitz - Allersdorf - Allersgraben - Mönchmeierhof - Podgoria - Podler - Rauhriegel - Rumpersdorf - Zuberbach - Weingraben - Weppersdorf - Kalkgruben - Tschurndorf - Wiesen - Wiesfleck - Schönherrn - Schreibersdorf - Weinberg im Burgenland - Wimpassing an der Leitha - Winden am See - Winden - Wolfau - Wörterberg - Wulkaprodersdorf | - Zagersdorf - Zemendorf-Stöttera - Stöttera - Zemendorf - Zillingtal - Zurndorf |